# Parlami d'amore (film 2008)
Parlami d'amore è un film del 2008 diretto da Silvio Muccino, qui al suo debutto come regista. Il film è tratto dal romanzo omonimo scritto dallo stesso Muccino a quattro mani con la sceneggiatrice Carla Vangelista.

## Trama
Una notte, a Roma, due automobili si scontrano. A bordo ci sono Sasha, un irrequieto ragazzo di venticinque anni appena uscito da una comunità di recupero, e Nicole, una matura psicologa francese in piena crisi matrimoniale. Nonostante le circostanze, tra i due nasce in breve una complicità che nei giorni successivi si rafforza sempre di più. Sasha è da sempre innamorato di Benedetta, viziata e ricchissima figlia di uno dei benefattori della comunità in cui il ragazzo è cresciuto, e chiede aiuto a Nicole per conquistarla. Nicole acconsente e insegna a Sasha alcuni trucchi di approccio e seduzione.
Parallelamente si assiste ai drammi interiori dei due protagonisti: Sasha è ossessionato dalla paura di fare prima o poi la fine dei genitori, entrambi tossicodipendenti e ormai morti, mentre Nicole non riesce a superare il dolore per la perdita del suo primo amore, Thierry, di cui si sente responsabile. Sasha è costretto a riaprire i conti con il passato quando nella sua vita si ripresenta Fabrizio, suo cugino ed ex tossicodipendente, che gli chiede del denaro per potersi rifare una vita. Sasha si fa dare un prestito da Nicole, senza però dirle il vero motivo, e Fabrizio lo convince a cercare di aumentare la somma con una mano di poker. Sasha è un abilissimo giocatore grazie agli insegnamenti di Riccardo, suo mentore e figura paterna ai tempi in cui il ragazzo viveva alla comunità ma che un giorno se ne andò, abbandonandolo. Da allora Sasha non gioca più, ma per aiutare Fabrizio decide di riprendere in mano le carte.
Grazie agli agganci di Benedetta, Sasha entra in un giro clandestino di giocatori di poker e alla sua prima sera al tavolo fa piazza pulita. Benedetta è conquistata dal talento di Sasha e i due ragazzi iniziano finalmente una relazione. Sasha, esaltato, inizia una vita sfrenata e dissoluta fatta di feste, vincite e sesso, ma ben presto inizia a sentirsi vuoto e insoddisfatto. Nicole, nel frattempo, incontra Amelie, la madre di Thierry, che la invita a tornare per un po’ in Francia per cercare di superare il suo dolore. Nicole, dopo aver riflettuto a lungo, accetta e parte senza comunicarlo a Sasha.
Sasha viene avvicinato nuovamente da Fabrizio, che gli chiede altri soldi, ma il ragazzo capisce che il cugino ha ripreso a drogarsi e rifiuta di aiutarlo; Fabrizio, allora, si toglie la vita buttandosi sotto un’automobile in corsa. Sasha si convince di essere destinato a fare la stessa fine e cerca conforto in Nicole, ma scopre che è partita, restandone deluso e sconvolto.
Dopo qualche tempo, Nicole torna a Roma e incontra Sasha. Il ragazzo sfoga su di lei tutta la propria rabbia e la propria frustrazione e i due si lasciano in malo modo. La lite ha però costretto i due protagonisti a confrontarsi con i propri problemi, portando entrambi ad una drastica decisione: Nicole si separa dal marito e Sasha lascia Benedetta, attirandosi l'odio della ragazza.
Sasha decide di uscire dal giro, ma ha contratto pesanti debiti di gioco e gli viene imposto di vincere un’ultima partita; il suo avversario è proprio Riccardo. Sasha, pieno di rancore, lo accusa di essere un vigliacco e di averlo lasciato solo; Riccardo ammette serenamente tutti i propri errori, ma osserva anche che Sasha, continuando a provare rabbia per un passato che non può comunque essere cancellato anziché cercare di guardare avanti, non si sta comportando meglio di lui. Sasha, alla fine, si rende conto che se vuole essere davvero libero deve buttarsi tutto alle spalle e come prima cosa perde di proposito la partita, chiudendo definitivamente con il poker.
Sasha e Nicole si scoprono innamorati l'uno dell'altra e trascorrono una notte di passione. La mattina dopo, Nicole passeggia per le vie di Roma, in preda ai dubbi: sente che la differenza di età tra lei e Sasha è troppo grande e che la loro storia non potrà funzionare. Sasha la raggiunge e la esorta a dare retta solo al proprio cuore chiedendole di "parlargli d’amore", proprio come aveva fatto quando l’aveva aiutato a sedurre Benedetta; finalmente liberi dai propri demoni, Sasha e Nicole si baciano alla luce del sole.

## Accoglienza

### Incassi
Uscito nelle sale italiane il 14 febbraio 2008, giorno di San Valentino, il film ha incassato complessivamente 7490612 €, classificandosi al ventesimo posto nella graduatoria dei film realizzati in Italia e distribuiti nel corso del 2008.

## Colonna sonora
Della colonna sonora fa parte anche il brano Tear Down These Houses scritto ed interpretato da Skin su musiche di Andrea Guerra con alla chitarra Luigi Schiavone. Del brano è stato realizzato un videoclip diretto da Marco Salom, che vede la partecipazione, oltre a Skin, di Muccino e della Crescentini.

## Riconoscimenti
- 2008 -  David di Donatello
  - David Giovani a Silvio Muccino
  - Nomination Miglior regista esordiente a Silvio Muccino
  - Nomination Migliore attrice non protagonista a Carolina Crescentini
  - Nomination Migliore fotografia a Arnaldo Catinari
  - Nomination Migliore canzone originale (Tear Down These Houses) a Skin e Andrea Guerra
  - Nomination Migliori costumi a Maurizio Millenotti
- 2008 -  Nastro d'argento
  - Migliore fotografia a Arnaldo Catinari
  - Nomination Miglior regista esordiente a Silvio Muccino
  - Nomination Miglior produttore a Marco Chimenz, Giovanni Stabilini e Riccardo Tozzi
  - Nomination Migliore scenografia a Tonino Zera
- 2008 -  Ciak d'oro
  - Nomination Miglior opera prima a Silvio Muccino
  - Nomination Migliore fotografia a Arnaldo Catinari
  - Nomination Miglior montaggio a Patrizio Marone
  - Nomination Migliori costumi a Maurizio Millenotti